# ヴェーラ・ザスーリチ
ヴェーラ・イヴァノーヴナ・ザスーリチ（ザスーリッチとも；ロシア語: Вера Ивановна Засуличヴィェーラ・イヴァーナヴナ・ザスーリチュ；ラテン文字転写の例：Vera Ivanovna Zasulich, 1849年8月8日（ユリウス暦7月27日）- 1919年5月8日）は、ロシアの女性革命家。

## 生い立ち
1849年8月8日（ユリウス暦7月27日）ロシア帝国西部のスモレンスク県ミハイロフカ村に生まれる。生家は小貴族で、3歳の時に父親が死去する。母親の計らいでビャコロヴォに住む裕福な親族（従兄弟の関係にあたるミクーリチ家）に姉二人とともに預けられた。1866年女学校を卒業し二人の姉とともにサンクトペテルブルクの寄宿女学校に入学する。ザスーリチは、姉の影響で革命思想に共鳴し、ナロードニキ運動に参加する。寄宿女学校卒業後、モスクワ大学に合格するが、大学にはいかずにモスクワ郊外の判事の事務所で助手として働く。様々な訴訟を扱う中、特に当時の農村の悲惨な状態に触れることになる。

## ナロードニキ運動に参加
1868年再びペテルブルクに出て裁縫や製本の仕事の傍ら、夜間学校で工場労働者に読み書きを教えた。ザスーリチがセルゲイ・ネチャーエフと出会ったのはこの時期である。ネチャーエフの活動をザスーリチは助けるが、1869年3月ネチャーエフがスイスに亡命した後、ザスーリチと姉はネチャーエフ事件に連座し逮捕、投獄された。
ネチャーエフ事件の裁判で証人として出廷した後、1871年3月釈放される。しかし数日後、再び拘束され、以後、警察の監視下、いくつかの地方で拘束される行政流刑処分となる。ザスーリチは、拘禁中に意識的な革命家に変貌したと考えられる。
1873年に釈放され、1875年9月キエフに移る。キエフでナロードニキ組織「南のブンターリ（反乱者）」に参加する。この団体は、バクーニン主義の影響の強いグループで、ここで終生の友人であるレフ・デイチに出会う。デイチは、このころのザスーリチについて、知的で博識であり、注目に値する女性であると記している。
しかし、ほかのナロードニキが農民との軋轢で運動が挫折したのと同様、ザスーリチも、農民に受け入れられず運動は行き詰まりを見せていた。

## トレポフ狙撃事件
1876年、ペテルブルクに出てナロードニキ組織「土地と自由」に参加する。1877年7月、76年12月のデモに参加し逮捕された大学生で政治犯のアレクセイ・ボゴリューボフが、監獄を視察したペテルブルク特別市長官フョードル・トレポフ将軍に対して脱帽を拒否、報復として鞭刑とされたことに囚人が怒り暴動が発生したという新聞記事を読む。この事件は革命派、過激派のみならず、多くのインテリゲンツィアも憤激させた。ザスーリチもその一人であった。1878年1月24日、ザスーリチはコズローヴァの偽名を名乗り請願のためとトレポフ将軍に面会し、将軍を狙撃した。ザスーリチの放った弾丸のうち、二発目がトレポフの左脇腹に命中し負傷させた。ザスーリチはその場で逮捕され、裁判にかけられるが、事件は世界的に知られることとなり、普通法による陪審裁判所で取り扱われ無罪となった。無罪判決が下った瞬間、法廷内は歓喜の声が充満し、裁判所の外で判決を見守っていた群衆は、ザスーリチを歓呼をもって迎えた。さらに各地で専制に対する勝利のデモが勃発した。ザスーリチは、再逮捕を恐れ、他の多くの革命家がしたようにスイスに亡命した。
「土地と自由」派が、革命の手段をめぐりテロによる要人暗殺を肯定する「人民の意志」派と、テロの否定と農村での宣撫を重視するゲオルギー・プレハーノフ率いる「黒い割替」派に分裂する。1879年「黒い割替」派に参加し、1881年の皇帝アレクサンドル2世の暗殺につながるテロリズムには反対した。

## マルクス主義に転向
スイス亡命後、マルクス主義に転向する。この間、ロシアの共同体をめぐり、カール・マルクスとの間に書簡を往復させる。1883年、プレハーノフ、パーヴェル・アクセリロードとジュネーヴにおいてロシア最初のマルクス主義組織「労働解放団」を結成する。労働解放団の依頼でザスーリチは、マルクスの作品をロシア語に翻訳する。1890年代にインテリゲンツィアの間に急速にマルクス主義が浸透すると、1898年の社会民主労働党結成の遠因を作った。1900年、ユーリー・マルトフ、ウラジーミル・レーニン、アレキサンドル・ポトレソフら新世代に属する急進的なグループとザスーリチ、プレハーノフ、アクセルロードらの間には、ある種の対立関係が生じるようになっていた。しかし6人は、共同して「イスクラ」を創刊し編集局員として働いた。1900年から1903年にかけて、「イスクラ」紙上で、「合法マルクス主義」として知られるピョートル・ストルーヴェや、セルゲイ・ブルガーコフと論争を展開した。

## メンシェヴィキの指導者
1903年「イスクラ」編集局は、ブリュッセルとロンドンで社会民主労働党第2回党大会開催に漕ぎつけた。しかし、第2回ロンドン大会で社会民主労働党は、レーニンのボリシェヴィキとマルトフのメンシェヴィキの両派に分裂する。ザスーリチはメンシェヴィキに参加し同派指導者のひとりとなる。1905年の第一次ロシア革命の後、ロシアに帰国した。しかし、革命に対する彼女の情熱は次第に冷めていく。1914年第一次世界大戦が勃発すると、プレハーノフとともにロシアの参戦を支持した。1917年の十月革命には反対した。1919年5月8日にペトログラードで死去した。